# Chiesa dei Santi Simone e Giuda (Mantova)
La chiesa dei Santi Simone e Giuda è tra le più antiche di Mantova, essendo stata eretta prima dell'anno 1000.

## Storia e descrizione
Fu ricostruita nel 1593, restaurata nel 1775 e nella prima metà dell'Ottocento. Nel frattempo, con decreto del 22 giugno 1805, la parrocchia dei Santi Simone e Giuda fu soppressa e inclusa in quella di Sant'Andrea.
Dopo esser stata chiusa nel 2001 è stata oggetto di restauri e dal 2006 è nuovamente accessibile. L'interno è arricchito da dipinti e affreschi.
Nella chiesa, il 20 maggio 1599, il compositore Claudio Monteverdi si unì in matrimonio con Claudia Cattaneo, cantante alla corte dei Gonzaga, e nel 1601 vi fu battezzato il loro primogenito.
All'interno della chiesa una lapide bilingue, italiano e inglese, ricorda il breve transito mantovano dello scozzese James Crichton of Eliock and Cluny (1560-1582) conosciuto in Italia come l'Ammirabile Critonio. Uomo di grande cultura, tra l'altro parlava dieci lingue, giunse alla corte di Guglielmo Gonzaga, il cui figlio Vincenzo, futuro duca, lo uccise in uno scontro con spada e pugnale.
La lapide fu posta da un discendente, Douglas Crichton, nel 1914.
Nel 1638 l'architetto cremonese Antonio Maria Viani, che fu chiamato nel 1591 dal duca Vincenzo I a ricoprire il ruolo di Prefetto alle fabbriche ducali, fu sepolto nella chiesa dei Santi Simone e Giuda come da sua richiesta testamentaria.
Dal 20 dicembre 2008 ogni sabato e vigilia di festa alle ore 17:30 in questa chiesa viene celebrata la Santa Messa nella forma tridentina.